# GEM Elettronica
GEM Elettronica — итальянская компания, занимающаяся производством электроники для военных кораблей. Основана в 1977 году Джузеппе Мерлини в Сан-Бенедетто-дель-Тронто. Компания производит радарные системы, оптические гироскопы, навигационное программное обеспечение, которые активно используются ВМФ Италии и береговой обороны. На данный момент в компании работают 135 сотрудников, президентом является Маттео Кардоне. Чистая прибыль составила €790 000.

## История
Компания основана в 1977 году Джузеппе Мерлини в городе Сан-Бенедетто-дель-Тронто, Марке. 13 марта 2001 года Министерство просвещения, университетов и научных исследований Италии постановлением № 60 признало компанию научной лабораторией. 21 апреля 2021 компания Leonardo выкупила 30 % акций GEM Elettronica, а 23 сентября 2024 года 65% всех акций.

## Производство
Компания владеет двумя производствами в Асколи-Пичено и тестовым полигоном для антенн в Сан-Бенедетто-дель-Тронто, также она владеет своим научно-исследовательским институтом, занимающимся изучением датчиков и навигационных систем.